# رایان ناپلئون
رایان ناپلئون (به انگلیسی: Ryan Napoleon) (زادهٔ ۲۶ مهٔ ۱۹۹۰) شناگر اهل استرالیا است.